# Lancia 1Z
La Ansaldo-Lancia 1Z fu un massiccio autoblindo, l'unico di progetto e costruzione interamente italiani schierato durante la prima guerra mondiale.

## Sviluppo ed impiego
Fu sviluppata nel periodo di neutralità dell'Italia dall'ingegner Guido Corni dell'Ansaldo sull'autotelaio dell'autocarro leggero Lancia 1Z in dotazione al Regio Esercito nel 1912. Fu acquisita nel 1915 dal Regio Esercito in 150 esemplari totali, assegnate in Squadriglie ai corpi d'armata e ad alcune divisioni, ampiamente usate in azione dalla Seconda battaglia dell'Isonzo fino a quella di Vittorio Veneto. Nel 1919 gli equipaggi di 22 mezzi si unirono alle truppe di Gabriele D'Annunzio nell'Impresa di Fiume.
Tra le due guerre venne assegnata anche in 34 esemplari ai Reali Carabinieri e 35 alle Guardie Regie, ereditate poi dalla MVSN. Questi mezzi erano riconoscibili per i relativi stemmi dipinti sulla torretta.
Alcune unità furono vendute all'Albania, di cui costituirono per anni l'unica forza corazzata. Una fu donata dal governo all'Afghanistan, con i colori nazionali verde, rosso e nero dipinti sulla torretta ed armata con mitragliatrici SIA Mod. 1918. Quattro blindo armarono la guarnigione della Concessione italiana di Tientsin. Otto blindo furono utilizzate dagli italiani durante la Guerra civile spagnola, ma per quell'epoca erano già obsolete. Durante la seconda guerra mondiale era ancora in servizio in Libia, in Africa Orientale Italiana e nel Dodecaneso.
Fu sostituita dalle Autoblindo 40. Dopo l'8 settembre 1943 i pochi esemplari ancora in servizio sul territorio italiano furono requisiti e usati dalla Wehrmacht (una dal I battaglione del Polizeiregiment "Bozen") nella scorta convogli e nella lotta anti-partigiana, ribattezzate Pz.Sp.Wg.Lancia 1ZM(i).

## Caratteristiche

Lancia 1Z con due torrette sovrapposte armate con Maxim

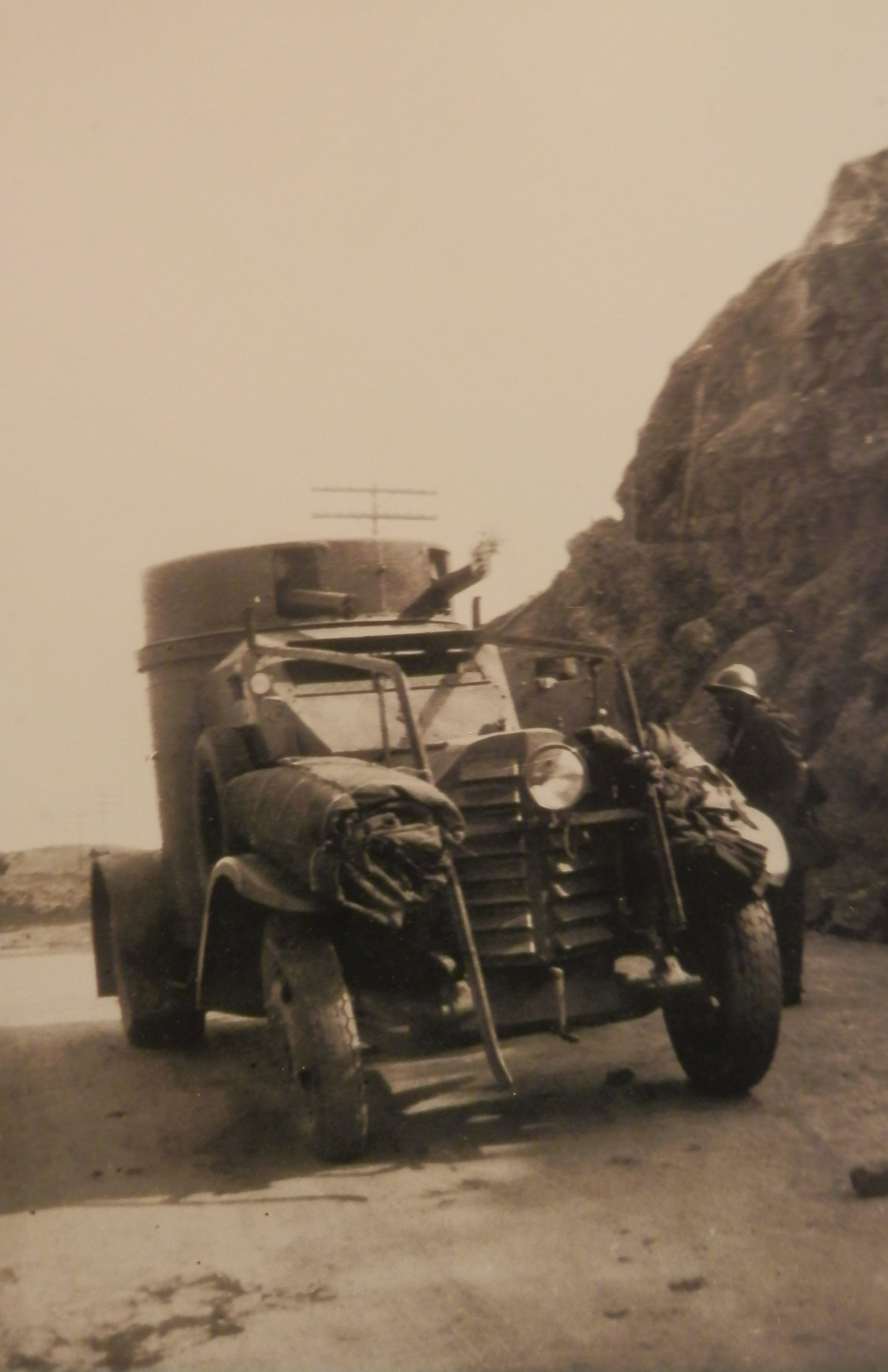
Un'autoblindo Lancia-Ansaldo Z1 del CTV poco prima di entrare a Malaga, 7 febbraio 1937.

La 1Z si basa sul telaio identificato dalla Lancia come "Vettura 35 HP — 1915 Tipo 1ZM" o "Chassis speciale 35 HP per automitragliatrice", ottenuto modificando quello dell'autocarro leggero 1Z. La configurazione era tradizionale, con ruote posteriori gemellate motrici ed anteriori direttrici, con pneumatici in gomma piena e motore anteriore Lancia a 4 cilindri a benzina per una cilindrata totale di 4940 cc per 70 hp a 2200 giri al minuto.
La corazzatura è costituita con piastre corazzate d'acciaio al cromo-nickel da 6 mm. Il motore è coperto da cofano blindato con alette per il passaggio dell'aria sul radiatore. Sul cofano corrono parallele due lame tagliafili fino alla base della torretta. Posteriormente è connesso al vano di combattimento. Questo presenta anteriormente un portello anteriore regolabile per il conduttore ed il capo-blindo che sedeva al suo fianco. A chiusura regolabile sono pure le tre feritoie per lato e quella posteriore per il fuoco dall'interno del cassone. Al vano di combattimento si accede da una grande porta per lato. Al centro del vano, il serbatoio corazzato del carburante funge da panca per l'equipaggio. Questo era composto, oltre che dal conduttore e dal capo-blindo, da tre mitraglieri ed un servente.
Il modello 1Z è munito di due torrette girevoli, brandeggianti su 360°. La prima poggia sul cassone su due anelli di cuscinetti a sfera ed è armata con due mitragliatrici indipendenti su supporti snodati, ognuna con settore orizzontale di 43° ed alzo da -15° a +35°. La seconda torretta, più piccola, è posta sulla prima, è munita di botola ed è armata di un'altra mitragliatrice.
Poiché detta configurazione spostava in alto il baricentro con problemi di stabilità nella marcia fuoristrada, nel 1917 entrò in produzione il modello 1ZM (Modificato). In questo modello la torretta superiore venne eliminata e la terza mitragliatrice venne installata su una blindosfera nella feritoia posteriore. Quest'arma poteva essere sbarcata ed usata sul treppiede in dotazione alla blindo.

## Armamento
L'armamento primario originale del 1915 era basato su 3 mitragliatrici Maxim da 6,5 mm, sostituite poi dalle St Etienne da 8 mm con 15.000 colpi in nastri. Queste armi, più potenti ma meno affidabili e soggette ad inceppamenti, furono sostituite nel 1924 dalle affidabili FIAT-Revelli Mod. 1914 da 6,5 mm. Nelle 1Z erano installate nelle torrette, mentre nelle successive 1ZM una sparava "in fuga" ed era impiegabile a terra sul suo treppiede.
Tutte queste mitragliatrici erano raffreddate ad acqua, con l'inconveniente, soprattutto nelle colonie, di dover approvvigionare e trasportare a bordo in apposite taniche le scorte d'acqua. Di conseguenza, nel 1938, sui mezzi inviati in Africa Orientale Italiana vennero montate le Fiat Mod. 14/35 da 8mm raffreddata ad aria, mentre l'esemplare donato all'Afghanistan montava le mitragliatrici leggere SIA Mod. 1918, anch'esse raffreddate ad aria.
L'armamento dell'equipaggio, stivato nel vano di combattimento su apposite rastrelliere, era inizialmente costituito da quattro fucili mitragliatori francesi Chauchat Mle 1915 CSRG da 8 mm, ciascuno 1200 colpi. Queste armi, pesanti ed inaffidabili, nel 1918 furono sostituite da altrettanti fucili Mod. 91 Cavalleria.

## Esemplari superstiti
Al 2020 risultano conservati due esemplari dell'autoblindo:
- Lancia 1Z - Museo di guerra per la pace Diego de Henriquez (Trieste)
- Lancia 1ZM - Militarhistorischen Museum der Bundeswehr (Dresda, Germania)[7]

Esistono inoltre due riproduzioni a grandezza naturale:
- Lancia 1Z - Museo della Motorizzazione Militare della Cecchignola (Roma)
- Lancia 1ZM - Cirene (Libia)[8]

## Nella letteratura
Filippo Tommaso Marinetti nel romanzo L'alcova d'acciaio racconta la sua partecipazione alla decisiva e travolgente offensiva italiana di Vittorio Veneto alla guida di una autoblindo Ansaldo-Lancia 1ZM. Per il fondatore del movimento futurista la simbiosi con il moderno mezzo d'assalto è totale fino a trasformare l'autoblinda numero 74 su cui viaggia in un'amante. In uno stato di "delirante amore" il tenente Marinetti attraversa veloce i paesi liberati del Veneto e del Friuli con la sua "74" divenuta "alcova d'acciaio, creata per ricevere il corpo nudo della mia Italia nuda".
Il testo, al netto della retorica, è di straordinaria importanza documentaria perché restituisce efficacemente l'esperienza in guerra di questi primi innovativi mezzi blindati.